# ATP Challenger Ludwigshafen
Das ATP Challenger Ludwigshafen (offizieller Name: Ludwigshafen Challenger) war ein Tennisturnier in Ludwigshafen, das 2019 einmalig ausgetragen wurde. Es war Teil der ATP Challenger Tour und wurde im Freien auf Sand gespielt.

## Liste der Sieger

### Einzel
| Jahr | Sieger           | Finalgegner    | Ergebnis |
| ---- | ---------------- | -------------- | -------- |
| 2019 | Yannick Hanfmann | Filip Horanský | 6:3, 6:1 |

### Doppel
| Jahr | Sieger                             | Finalgegner                | Ergebnis  |
| ---- | ---------------------------------- | -------------------------- | --------- |
| 2019 | Nathaniel Lammons Fernando Romboli | João Domingues Pedro Sousa | 7:64, 6:1 |